# Amara alaiensis
Amara alaiensis is een keversoort uit de familie van de loopkevers (Carabidae). De wetenschappelijke naam van de soort is voor het eerst geldig gepubliceerd in 1894 door Tichon Sergeyevich Tsjitsjerin.